# Basler Flugblatt von 1566

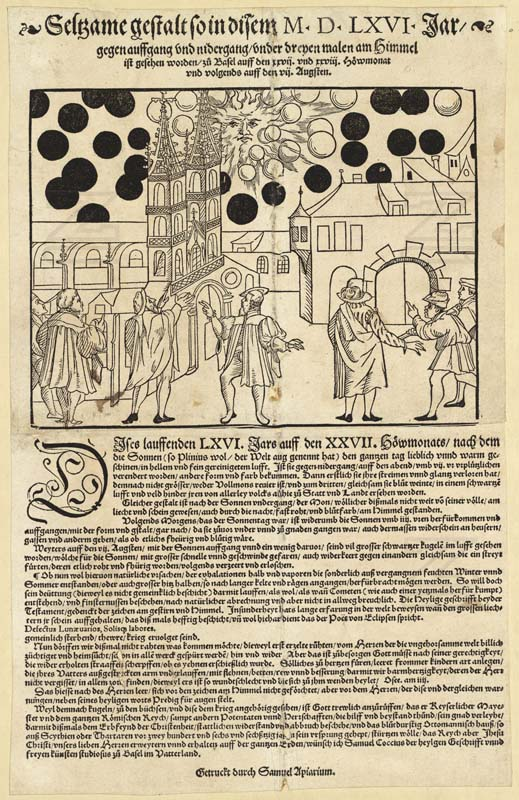
Basler Flugblatt von Samuel Apiarius und Samuel Coccius aus dem Jahr 1566.

Als Basler Himmelsspektakel von 1566 ist eine Serie von ungewöhnlichen Ereignissen bekannt, die sich im Sommer des Jahres 1566 über der Stadt Basel in der Schweiz zugetragen haben sollen. Die Vorfälle wurden von Samuel Apiarius und Samuel Coccius bildlich wie schriftlich auf einem unkolorierten Flugblatt (als Basler Flugblatt von 1566 bekannt) festgehalten.
Das Basler Flugblatt von 1566 beschreibt zunächst ungewöhnliche Sonnenauf- und -untergänge, schliesslich berichtet es von einer vorgeblichen Himmelserscheinung vor der aufgehenden Sonne, bei der zahlreiche rote und schwarze Kugeln am Himmel miteinander „gekämpft“ haben sollen. Der Bericht wird unter Historikern und Meteorologen, aber auch in den Grenz- und Protowissenschaften, diskutiert. Besonders die Ufologie zeigt reges Interesse an dem Flugblatt, da in dem darin enthaltenen Bericht ihrer Meinung nach eine Himmelsschlacht zwischen unbekannten Flugobjekten beschrieben wird. Historiker bewerten den von Samuel Coccius verfassten Bericht als mit religiösen Interpretationen und Mahnschriften ausgeschmückten Hörensagen-Bericht. Das Basler Flugblatt von 1566 ist nicht das Einzige seiner Art, besonders im 15. und 16. Jahrhundert waren Flugblätter mit Berichten über vorgebliche „Wunderzeichen“ und „Himmelsspektakel“ weit verbreitet und beliebt.

## Beschreibung des Flugblattes
Das Flugblatt ist ein Einblattdruck von 18,2 × 23,8 Zentimetern auf Papier. Es umfasst eine grossformatige, unkolorierte Abbildung nebst dem Haupttext in Schwabacher darunter, der mit der über neun Zeilen reichenden Initiale „D“ eingeleitet wird. Die Abbildung wurde mit einem Holzschnitt und der Text mit beweglichen Lettern gedruckt. Der Bericht selbst stammt von dem Zürcher Setzer/Drucker und Kunststudent Samuel Coccius (eigentl. Samuel Koch, geb. Essig), bebildert und herausgegeben wurde das Flugblatt von dem Buchdrucker und Musikverleger Samuel Apiarius.
Das Bild zeigt den Münsterplatz mit dem Antistitium. Die linke Bildhälfte wird vom Basler Münster dominiert, die rechte Bildhälfte vom Antistitium (mit grossem Torbogen). Ganz rechts, hinter dem Antistitium, sind weitere, einfache Häuser zu sehen. Die untere Bildmitte nimmt der Münsterplatz ein, mehrere Männer in feiner Hoftracht bestaunen das Himmelsspektakel und scheinen darüber zu diskutieren. Die obere Bildmitte zeigt die aufgehende Sonne mit menschlichem Gesicht, das dem Betrachter mürrisch entgegen blickt. Sonne und Himmel sind von zahlreichen schwarzen und farblosen Kugeln bedeckt und umgeben, einige Kugeln verdecken teilweise die Sonne.

## Ort der Geschehnisse
Zentrum der Geschehnisse soll die Stadt Basel in der Schweiz gewesen sein, Zeitraum war das Jahr 1566. Samuel Coccius zufolge seien die Erscheinungen an folgenden drei bestimmten Tagen aufgetreten: am 25. und 28. Juli sowie am 7. August. Sie seien für eine Vielzahl ortsansässiger Zeugen in und um Basel sichtbar gewesen.

## Ereignisbeschreibung
Dem Flugblatt zufolge wurden an drei Tagen jeweils verschiedene Himmelsphänomene beobachtet. Das erste Ereignis soll ein ungewöhnlicher Sonnenuntergang gewesen sein, das zweite eine totale Mondfinsternis mit ungewöhnlich rotem Sonnenaufgang und während des dritten Ereignisses wurde ein Schwarm vieler „schwarzer Kugeln“ vor der aufgehenden Sonne beobachtet.

### Originaltext
Überschrift
«Seltzame gestalt so in diesem M. D. LXVI. Jar/ gegen auffgang und nidergang/ unter dreyen malen am Himmel ist gesehen worden/ zů Basel auff den xxvii. und xxviii. Höwmonat und volgends auff den vii. Augsten.»
Erscheinungen
«Dises lauffenden LXVI. Jars auff den XXVII. Höwmonats/ nach dem die Sonnen (so Plinius wol/ der Welt aug genennt hat) den gantzen tag lieblich unnd warm geschienen/ in hellem und fein gereinigetem lufft, Ist sie gegen nidergang/ auff den abend/ umb vii. ur urplötzlichen verendert worden/ andere form unnd farb bekummen. Dann erstlich sie ihre streimen unnd glantz verloren hat/ demnach nicht grösser/ weder Vollmons realer ist/ und zum dritten/ gleichsam sie blůt weinte/ in einem schwartzẽ lufft und veld hinder iren von allerley volcks allhie zů Statt und Landt ersehen worden. Gleicher gestalt ist nach der Sonnen undergang/ der Mon/ wöllicher dißmals nicht weit võ seiner völle/ am liecht und schein gewesen/ auch durch die nacht/ fast roth/ und blůtfarb/ am Himmel gestanden. Volgends Morgens/ das der Sonnentag war/ ist widerumb die Sonnen umb iiii. uren herfürkommen und auffgegangen/ mit der form und gstalt/ gar nach/ da sie zuvor under unnd zů gnaden gegangen war/ auch dermassen widerscheins an heusern/ gassen und anderm geben/ als ob etlichs roht und fheürig und blůtig wäre. Weyters auff den vii. Augsten/ mit der Sonnen auffgang und ein wenig darvor/ seind vil großer schwartzer kugelẽ im lufft gesehen worden/ wölche für die Sonnen/ mit großer schnelle unnd geschwinde gefaren/ auch widerkeert gegen einandern gleichsam die ein streyt fuͤ rten/ deren etlich roht und fhürig worden/ volgends verzeert und erloschen.»

### Anpassung an das moderne Neuhochdeutsche
Überschrift
Im Jahr 1566 ist gleich dreimal, am 27. und 28. des Heumonats, sowie am 7. August, gegen Sonnenauf- und -untergang, am Himmel zu Basel eine seltsame Gestalt gesehen worden.
Erscheinungen
Während des Jahres 1566, am 27. des Heumonats, nachdem die Sonne warm und lieblich am hellen und klaren Himmel geschienen hatte, hat sie sich gegen Sonnenuntergang, so gegen Abend um 9 Uhr, urplötzlich verändert und eine andere Form und Farbe angenommen. Zuerst hat sie all ihr Strahlen und ihren Glanz verloren, dann wurde sie nicht grösser als wie der Vollmond und schliesslich schien sie Blut zu weinen und die Luft hinter ihr wurde ganz schwarz. So wurde sie von allerlei Volkes Augen über der Stadt und dem Land gesehen. Auf ganz ähnliche Weise hat auch der Mond, der schon fast voll gewesen ist und durch die Nacht geschienen hat, fast rot und blutfarben am Himmel gestanden. Am folgenden Morgen, als es Sonntag war, ist wiederum die Sonne gegen 6 Uhr hervorgekommen und aufgegangen, mit derselben Gestalt, mit der sie zuvor unter- und zu Bette gegangen war. Sie hat die Häuser, Gassen und die Umgebung angeschienen, als ob alles feuerrot und blutig wäre. Weiter, am 7. August, gegen Sonnenaufgang und ein wenig davor, sind am Himmel viele grosse, schwarze Kugeln gesehen worden, welche vor der Sonne mit grosser Schnelle und Geschwindigkeit umherflogen und gegeneinander prallten, als ob sie einen Streit führten. Etliche davon wurden feurig und rot, zerfielen alsbald und verloschen dann.

### Abschlusstext
Der längere Abschlusstext enthält eine christliche Mahnschrift, die zunächst mit einer Überlegung über mögliche Ursachen der Erscheinungen beginnt. Danach lässt sie sich ausschweifend über im Alten Testament erwähnte, biblische Wunderzeichen aus, die Gott den Menschen als Mahnzeichen geschickt habe. Auch die Basler Erscheinungen werden als Warnzeichen ausgelegt. Die Sünder würde gewiss schon bald eine Bestrafung ereilen, während die Gottesgetreuen sich hingegen vor den Himmelszeichen nicht zu fürchten bräuchten. Zum Abschluss wird der Berichterstatter, Samuel Coccius, dankend erwähnt und ein Segenswunsch an ihn gerichtet.

## Deutungen und Interpretationen

### Ufologische Deutungen
In der Ufologie wird das Basler Flugblatt immer wieder als Indiz oder gar Beweis für angebliche Ufo-Begegnungen und Besuche durch Ausserirdische in früherer Zeit herangezogen. Hintergrund sind hierbei die vorgeblichen, als „gewalttätiges Erscheinen“ und „Kampfgeschehen“ verstandenen Beschreibungen der zahlreichen Zeugenberichte, welche auf am Himmel kämpfende Ufos schliessen lassen sollen. Carl Gustav Jung argumentiert, dass die dunkle Farbe der kugelförmigen Ufos daher rühre, dass sie gegen das Licht der aufgehenden Sonne gesehen wurden, die unsteten und raschen Flugbewegungen der Objekte seien „charakteristisch“ für Ufos.
Der Ufo-Forscher, Astronom und Skeptiker Jacques Vallee widerspricht dem und gibt zu bedenken, dass es auffällig sei, dass die zahlreichen, frühzeitlichen Berichte über „Wunderzeichen“ und „Himmelsspektakel“ teilweise wortgleich dieselbe Ereignisbeschreibung vortragen. Die Berichte mit ihren stets gleichen Inhalten würden sich selbst über die Jahrhunderte hinweg in ihrer Grundstruktur nicht ändern und auch die am Ereignis beteiligten Objekte seien immer dieselben. Stets gehe es um Kugeln, Bälle und/oder diskusförmige Objekte von erstaunlicher Manövrierfähigkeit, welche sich vor der Sonne am Himmel und im Weltraum Kämpfe lieferten. Ebenso stimme die ewig gleich beschriebene Formationsbildung der Objekte und die sehr lange Dauer der Ereignisse nachdenklich. Zudem würden in den zahlreichen Texten, obwohl aus unterschiedlichen Jahrzehnten und Jahrhunderten stammend, stets dieselben Floskeln und Phrasen gebraucht, um die Ereignisse zu beschreiben. Und jedes dieser Ereignisse wurde religiösen, administrativen wie wissenschaftlichen Behörden gemeldet und auf Flugblättern veröffentlicht.
Jaques Vallee fragt sich einerseits, ob es richtig wäre, all diese Berichte heute aus Bequemlichkeit verschiedenen Naturphänomenen zuzuschreiben und es dabei zu belassen, da alternative Deutungsmöglichkeiten nicht ohne Weiteres ausgeschlossen werden könnten. Andererseits sei es unwahrscheinlich, dass sich die Technologie hinter den vermeintlichen ausserirdischen Flugobjekten über die Jahrhunderte in den Berichten nicht weiterentwickle und auch die beteiligten Ausserirdischen stets dieselben zu sein scheinen. Ausserdem seien weder Sinn und Zweck noch ein Motiv für solche Himmelsschlachten ersichtlich.

### Historiologische Deutungen
Skeptiker wie Ulrich Magin sehen in dem Basler Bericht wenig Haltbares, das für einen glaubwürdigen Ufo-Bericht herhalten könne. In der Darstellung und dem Bericht von Samuel Coccius sei zunächst ein häufig wiederkehrendes Motiv zu erkennen: Das der apokalyptischen Reiter und der „Himmelsheere“. Dabei geht es um zwei verfeindete Heerscharen göttlicher Herkunft, die am Himmel erscheinen, um dort vor den Augen aller Gläubigen eine wilde Schlacht auszutragen, bis eines der Heere bezwungen ist. Danach verschwindet die Siegerarmee auf wundersame Weise und der Bericht schliesst mit einer religiös-belehrenden Ermahnung ab. Himmelsheere und apokalyptische Reiter galten (und gelten) als Vorboten herannahenden Unheils oder als Ankündigung des Weltuntergangs und des jüngsten Gerichts.
Zum Vergleich verweist Magin auf früh- bis spätmittelalterliche Flugblätter, in denen ganz ähnliche „Wunderzeichen“ und „Himmelsschlachten“ beschrieben werden, so zum Beispiel in einem Flugblatt von Leonhardt Kellner aus dem Jahr 1551. Allen gemeinsam sind vor allem die „fliegenden Kugeln, Kreuze und Speerspitzen“, die meist nahe der Sonne gesichtet werden und die laut Augenzeugen aufeinander losgehen, „als ob sie einen Streit führten“, wie es das Basler Flugblatt formuliert. Ebenfalls allen Flugblättern ist gemein, dass sie entweder tatsächliche, historische Ereignisse mit natürlichen Himmelsphänomenen (zum Beispiel Halos und Nordlichter) darstellerisch vermischen oder schlicht in religiöser Form parodieren. Auf den Abbildungen werden die „fliegenden Kugeln“ lediglich in der Luft schwebend dargestellt, um den symbolischen Bezug zu Gott und dem Himmel aufzuzeigen.
Magin weist abschliessend darauf hin, dass Berichte über vorgebliche „Himmelsschlachten“ bereits in der Antike und besonders im frühen Mittelalter sehr populär waren und in erstaunlich grosser Zahl niedergeschrieben und auf Flugblättern und Holzschnitten verbreitet wurden. Zu dieser Zeit hatte die Kirche grossen Einfluss auf Alltag und Glauben der einfachen Bürger und deutete Himmelserscheinungen aller Art als „göttliche Wunderzeichen“ oder als „Warnzeichen Gottes“. Dementsprechend sind auch die Abbildungen mit christlichen Symbolen geradezu übersät. Fromme Bürger sahen sich durch derlei Flugblätter und Wunderberichte als „von Gott ermahnt“, sich zu ihm zu bekennen und ihm treu zu bleiben. Daher wäre ein Bericht wie jener aus Basel wenig verwunderlich, da die Menschen zu seiner Zeit das Flugblatt korrekt zu deuten gewusst hätten.
Insgesamt sei es wenig ratsam, derlei Berichte und Flugblätter wörtlich zu nehmen, da es sich meist um von der Kirche in Auftrag gegebene Mahnschriften handele. Ihr Sinn und Zweck sei weniger wissenschaftliche Aufklärung, sondern vielmehr kirchliche Propaganda und Manipulation und ihre Popularität wurde von der Kirche ausgenutzt. Das Anhalten zur Umkehr und zur Bekenntnis lasse sich gut aus den mahnend-belehrenden Abschlusstexten herauslesen. Untermauert wird dies durch die oft starken Übertreibungen in den Ereignisbeschreibungen sowie die unnötig polyszenischen Gemälde, welche zwar auf natürliche Naturphänomene hindeuten mögen, aber selbst übertrieben wirken. Mittelalterliche Flugblätter wie das Basler Flugblatt seien daher teilweise eher mit heutigen Boulevard-Zeitungen zu vergleichen.

### Meteorologische Deutungen
Auch die Meteorologie befasst sich mit mittelalterlichen Flugblättern, auf denen «himmlische Wunderzeichen» zu sehen sind. Hintergrund ist die Feststellung, dass in vielen Darstellungen reale Himmelsphänomene aller Art abgebildet sind. Zu den häufigsten dieser Himmelsspektakel zählen Halos, Nebensonnen, Sonnenfinsternisse, Mondfinsternisse, Polarlichter und Sternschnuppen. Auf dem berühmten Nürnberger Flugblatt von 1561 ist nach Ansicht von Meteorologen sehr wahrscheinlich eine morgendliche Halo-Erscheinung inklusive mehrerer Nebensonnen festgehalten.

## Ähnliche Ereignisse

### Plecher Himmelsspektakel
Am 1. Juni 1554 beobachteten der ortsansässige Leonhardt Kellner sowie der Gemeindepfarrer und die „ganze Gemeinde“ am frühen Morgen über Plech einen blutroten „Streifen“ über der aufgehenden Sonne. Dann seien „blaue Kugeln und Sterne“ erschienen, sowie „Reiter“, welche mit langen „Lanzen“ gegeneinander kämpften. Wie im Nürnberger Flugblatt, so sollen auch hier alle beobachteten Objekte langsam in den Horizont gesunken sein, dann kamen die Reiter und die Sterne „bis auf den Markgrund“ hinab und stiegen mit lautem Rauschen wieder in die Höhe, der Sonne entgegen. Dann hätten die Reiter mehr als zwei Stunden lang weitergekämpft und seien „allmählich vergangen“.

### Nürnberger Himmelsspektakel

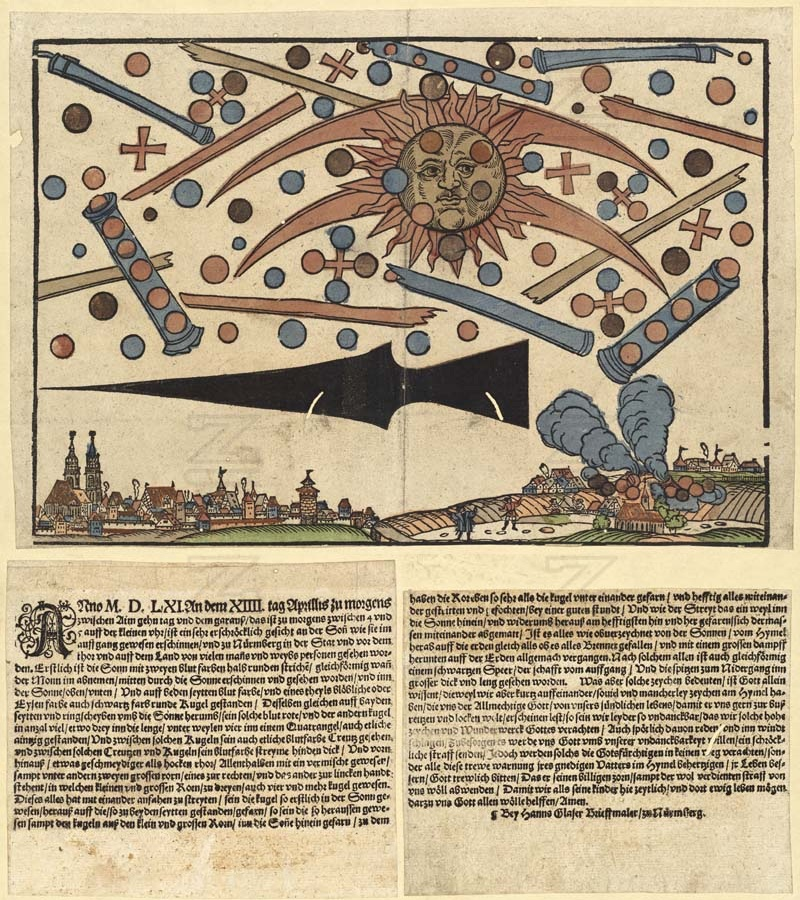
«Nürnberger Himmelsspektakel» von Hans Glaser (1561).

Deutlich bekannter ist ein ungewöhnliches Ereignis, das sich im Frühling des Jahres 1561 über der Stadt Nürnberg zugetragen haben soll. Der Vorfall wurde von dem Briefmaler und Drucker Hans Wolff Glaser bildlich wie schriftlich auf einem kolorierten Flugblatt (als Nürnberger Flugblatt von 1561 bekannt) festgehalten. Das Flugblatt zeigt und beschreibt eine vorgebliche Himmelserscheinung vor der aufgehenden Sonne, bei der zahlreiche kugel-, kreuz- und zylinderförmige Objekte am Himmel miteinander «gekämpft» haben sollen. Hinter der Sonne seien «zwei blutrote Mondsicheln» erschienen. Die Objekte hätten «bis zur Erschöpfung gekämpft» und seien anschliessend langsam zu Boden gesunken, als «wollten sie alles in Brand setzen», dann seien sie «mit viel Dampf vergangen». Zum Abschluss habe ein „grosser, gleichförmiger und schwarzer Speer“ den Himmel bedeckt. Auch der Nürnberger Bericht endet mit einer christlichen Mahnschrift.

## Weitere Vergleichsstücke

### Meteoritenfall von 1628 zu Oxford
Aus dem Jahr 1628 stammt ein farbiger Holzschnitt, der in Oxford (England) angefertigt wurde und von einem Meteoritenfall berichtet. Am 9. April besagten Jahres vernahmen die Bewohner in und um Oxford einen lauten Knall, gleich einem Kanonenschlag, nachdem sie einen «Schweif, heller als drei Sonnen», vom Himmel niedergehen sahen. Der Farbholzschnitt ist gemäss Ulrich Magin deshalb so bemerkenswert, weil der Niedergang des Meteoriten selbst mit einer himmlischen Heerschar streitender Reiter und Kanoniere verglichen wurde und das Gemälde tatsächlich zwei Kanonen in den Wolken zeigt, die sich gegenseitig mit Kugeln beschiessen. Im Zentrum der Darstellung sind in der linken Bildmitte bewaffnete Reiterschaften zu sehen, wie sie unter drei Sonnen aufeinander losgehen.

### Nordlichter
Auch Nordlichter wurden in Mitteleuropa bis ins späte 18. Jahrhundert als „schreckliches Mahnzeichen Gottes“ betrachtet. Da das Nürnberger Flugblatt von 1561 in einer Zeit entstand, in der augenscheinlich sehr viele „Wunderzeichen am Himmel“ beobachtet wurden, ist es für Historiker wenig verwunderlich, dass auch die Berichte über Nordlichter (zum Beispiel über Basel, Nürnberg, Mailand und Strassburg) ebendiese mit „am Himmel kämpfenden Heerscharen“ und „feurigem Glanz“ umschreiben und die Texte mit christlich-biblischen Mahnschriften abgeschlossen werden. Dieses Schema decke sich gut mit dem Basler Flugblatt.